# 鹿鸣乡 (祥云县)
鹿鸣乡，是中华人民共和国云南省大理白族自治州祥云县下辖的一个乡镇级行政单位。

## 行政区划
鹿鸣乡下辖以下地区：
弥长村、鹿鸣村、罗溪村、龙水村、桑木村、雄里坡村和大凹柰村。